# Ángel Sánchez (arbitre)
Pour les articles homonymes, voir Ángel Sánchez.
Ángel Osvaldo Sánchez, né le 3 mars 1957 à Buenos Aires, est un ancien arbitre argentin de football. Débutant en 1981, il devient arbitre international en 1994 jusqu'en 2003. Il arrêta en 2006. 

## Carrière
Il a officié dans des compétitions majeures : 
- Coupe du monde de football des moins de 20 ans 1999 (4 matchs dont la finale)
- Copa América 2001 (3 matchs)
- Coupe du monde de football de 2002 (2 matchs)